# Arta Muçaj
Arta Muçaj (ur. 24 grudnia 1974 w Prizrenie) – albańska aktorka pochodząca z Kosowa.

## Życiorys
W 1997 ukończyła studia na Wydziale Sztuk Performatywnych Akademii Sztuk Pięknych w Tiranie, a w latach 1995-1999 pracowała w Teatrze Narodowym w Tiranie była zaangażowana w pięć projektów teatralnych. W latach 1999–2010 pracowała w Teatrze Narodowym w Prisztinie jako aktorka. Była wtedy zaangażowana w wiele regionalnych i międzynarodowych projektów teatralnych, między innymi ze szwedzką wytwórnią filmową Intercult. Pracowała również w teatrach w Djakowicy i Skopje.
Występowała na wielu znanych europejskich festiwalach teatralnych i w 2013 r. zadebiutowała na festiwalu w Melbourne.
W roku 2017 otrzymała nagrodę New York Albanian Film Week za główną rolę w filmie Home Sweet Home.
Aktualnie mieszka w Melbourne, gdzie również rozwija karierę aktorską.

## Filmografia

### Filmy
| Rok  | Tytuł                  | Rola    |
| ---- | ---------------------- | ------- |
| 2006 | Klątwa                 | Doresa  |
| 2009 | Osły na granicy        |         |
| 2016 | Home Sweet Home        | Hana    |
| 2016 | Sześć stopni oddalenia | Viriana |
| 2021 | Niespokojne niebo      | Venera  |

### Seriale
| Rok  | Tytuł  | Rola            | Uwagi                                |
| ---- | ------ | --------------- | ------------------------------------ |
| 2021 | Rrushe | Inspektor Temaj | Odcinki 2, 4, 5, 8, 12-15, 17-18, 20 |